# Sistema continentale
     Impero francese
     Stati clienti dell'Impero
     Blocco continentale

L'Europa nel 1812
Impero francese
Stati clienti dell'Impero
Blocco continentale

Con il termine Sistema Continentale o Blocco continentale è stata definita la politica estera di Napoleone I di Francia contro il Regno Unito durante le guerre napoleoniche. In risposta al blocco navale delle coste francesi attuato dal governo britannico il 16 maggio 1806, Napoleone emanò il decreto di Berlino il 21 novembre 1806, che attuò un embargo su larga scala contro il commercio britannico. 
Lo scopo era quello di colpire l'economia inglese, visto che con la sconfitta di Trafalgar la Francia non sarebbe più stata in grado di contrastare il dominio inglese dei mari né avrebbe avuto più la possibilità di invadere, con una spedizione di truppe trasportate via mare, il suolo inglese
L'embargo fu applicato in modo intermittente, terminando l'11 aprile 1814 dopo la prima abdicazione di Napoleone. Il blocco causò pochi danni economici al Regno Unito, sebbene le esportazioni britanniche verso il continente (in proporzione al commercio totale del Regno Unito) siano diminuite dal 55% al 25% tra il 1802 e il 1806. Quando Napoleone si rese conto che un vasto commercio stava interessando la Spagna e la Russia, invase quei due paesi. Le sue forze furono trattenute in Spagna - in cui la guerra d'indipendenza spagnola era in corso - e subirono gravi perdite, e alla fine si ritirarono dalla Russia nel 1812.

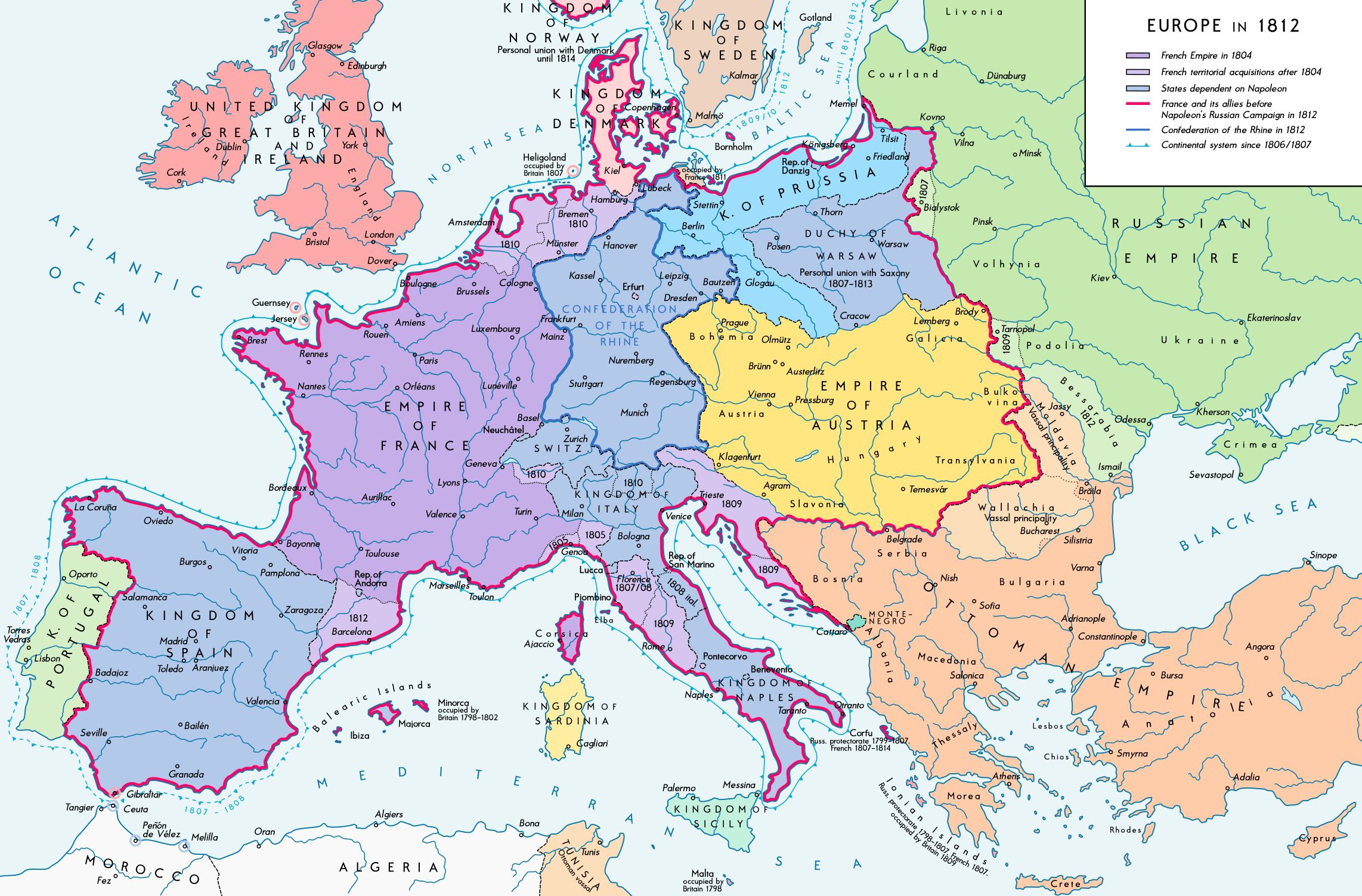
L'europa di Napoleone nel 1812 col sistema continentale dal 1806-1807.

## Breve cronologia dell'evoluzione del Blocco
- 21 novembre 1806:
Decreto di Berlino che sancisce il Blocco[5]
- 8 luglio 1807:
Trattato di Tilsit, la Russia e la Prussia aderiscono al Blocco
- 6 settembre:
A seguito dell'attacco inglese a Copenaghen[6][7] i paesi scandinavi, eccettuata la Svezia, aderiscono al Blocco
- 27 ottobre:
Trattato di Fontainebleau tra Francia e Spagna per l'invasione del Portogallo che non rispetta il Blocco
- 23 novembre:
Decreti di Milano[8][9]
- aprile 1809:
entra in funzione un sistema di licenze di deroga al Blocco distribuite dal Ministero dell'Interno francese
- 6 gennaio 1810:
Trattato di pace con la Svezia che aderisce al blocco
- 1º marzo:
proteste degli Stati Uniti d’America contro i blocchi francese e britannico
- 5 agosto:
Riforma del sistema di licenze ora direttamente concesse dall'imperatore e promulgazione del decreto di Trianon, con il quale tutte le derrate coloniali eccetto quelle francesi, sono sottoposte ad una tassa doganale che può arrivare fino al 50% del loro valore
- 27 settembre:
protesta della Camera di Commercio di Amiens presso il ministero dell'interno che denuncia lo “scandaloso traffico di licenze”
- 13 dicembre
Alessandro I di Russia vìola il trattato di Tilsit autorizzando l'attracco delle navi inglesi nei porti russi
- 28 aprile 1811:
revoca dei decreti di Berlino e di Milano nei confronti degli Stati Uniti d'America
- 12 gennaio 1812:
promulgazione di una legge che autorizza l'ingresso in Francia delle merci prima proibite contro il pagamento all'erario di un diritto del 40% del loro valore
- 18 giugno:
scoppia la guerra anglo-americana, provocata dalle misure anti-Blocco britanniche
- aprile 1814:
il governo provvisorio francese indirizza alla popolazione un proclama che mette ufficialmente fine al Blocco continentale